# Campeonato Mundial de Atletismo de 2005 - 10000 m masculino
A competição dos 10000 metros masculino no Campeonato Mundial de Atletismo de 2005 foi realizada no Estádio Olímpico, em Helsinque, na Finlândia, no dia 8 de agosto de 2005.

## Recordes
Antes desta competição, os recordes mundiais e do campeonato nesta prova eram os seguintes:
| Tipo                  | Atleta          | Tempo    | Local   | Data                 |
| --------------------- | --------------- | -------- | ------- | -------------------- |
|                       | Kenenisa Bekele | 26:20.31 | Ostrava | 8 de junho de 2004   |
| Recorde do campeonato | Kenenisa Bekele | 26:49.57 | Paris   | 24 de agosto de 2003 |

## Medalhistas
| Ouro                  | Prata                | Bronze            |
| Kenenisa Bekele (ETH) | Sileshi Sihine (ETH) | Moses Mosop (KEN) |

## Calendário
Todos os horários estão no horário local (UTC+2)
| Data        | Horário | Fase  |
| ----------- | ------- | ----- |
| 8 de agosto | 19:20   | Final |

## Resultado final
A final ocorreu dia 8 de agosto às 19:20.
| Pos.              | Atleta                    | Nacionalidade  | Tempo    | Notas                |
| ----------------- | ------------------------- | -------------- | -------- | -------------------- |
| Medalha de ouro   | Kenenisa Bekele           | Etiópia        | 27:08.33 |                      |
| Medalha de prata  | Sileshi Sihine            | Etiópia        | 27:08.87 |                      |
| Medalha de bronze | Moses Mosop               | Quênia         | 27:08.96 | Recorde pessoal      |
| 4                 | Boniface Kiprop Toroitich | Uganda         | 27:10.98 | Recorde da temporada |
| 5                 | Martin Mathathi           | Quênia         | 27:12.51 |                      |
| 6                 | Zersenay Tadese           | Eritreia       | 27:12.82 | Recorde nacional     |
| 7                 | Abebe Dinkesa             | Etiópia        | 27:13.09 |                      |
| 8                 | Abderrahim Goumri         | Marrocos       | 27:14.64 |                      |
| 9                 | Nicholas Kemboi           | Catar          | 27:16.22 | Recorde da temporada |
| 10                | Juan Carlos de la Ossa    | Espanha        | 27:33.42 |                      |
| 11                | Yonas Kifle               | Eritreia       | 27:35.72 |                      |
| 12                | Charles Kamathi           | Quênia         | 27:37.82 |                      |
| 13                | Abdihakem Abdirahman      | Estados Unidos | 27:52.01 |                      |
| 14                | Christian Belz            | Suíça          | 27:53.16 | Recorde nacional     |
| 15                | Gebregziabher Gebremariam | Etiópia        | 27:53.19 |                      |
| 16                | Sultan Khamis Zaman       | Catar          | 27:53.33 |                      |
| 17                | Dieudonné Disi            | Ruanda         | 27:53.51 | Recorde pessoal      |
| 18                | John Yuda Msuri           | Tanzânia       | 27:57.31 |                      |
| 19                | Yu Mitsuya                | Japão          | 27:57.67 |                      |
| 20                | Mohammed Amyn             | Marrocos       | 28:12.59 |                      |
| 21                | Khalid El Aamri           | Marrocos       | 28:37.72 |                      |
| 22                | Terukazu Omori            | Japão          | 28:59.46 |                      |
| -                 | Mebrahtom Keflezighi      | Estados Unidos | DNF      |                      |

Legenda
| Recorde mundial       | Recorde mundial (World record)               |                       | Recorde africano                      | Recorde africano (African) |                                           | Q | Classificado por posição (Qualified) |
| Recorde do campeonato | Recorde do campeonato (Championship record)  | Recorde da América    | Recorde da América (Americas)         | q                          | Classificado por melhor tempo (Qualified) |   |                                      |
| Melhor marca do ano   | Melhor marca do ano (World leading)          | Recorde asiático      | Recorde asiático (Asian)              | DNS                        | Não largou (Did not start)                |   |                                      |
| Recorde nacional      | Recorde nacional (National record)           | Recorde europeu       | Recorde europeu (European)            | DNF                        | Não terminou (Did not finish)             |   |                                      |
| Recorde pessoal       | Recorde pessoal do atleta (Personal best)    | Recorde da Oceania    | Recorde da Oceania (Oceania)          | DSQ / DQ                   | Desclassificado (Disqualified)            |   |                                      |
| Recorde da temporada  | Recorde da temporada do atleta (Season best) | Recorde sul-americano | Recorde sul-americano (South America) | NM                         | Sem marca (No mark)                       |   |                                      |